# 유석호
유석호(1979년 4월 24일 ~ )은 전 KBO 리그 야구 선수의 외야수이다.

## 출신 학교
- 1995년 ~ 1998년 : 부천고등학교
- 1998년 ~ 2002년 : 원광대학교 (1998학번)